# Списак сликара/И
| Сликари: A Б В Г Д Ђ Е Ж З И Ј К Л Љ М Н Њ О П Р С Т Ћ У Ф Х Ц Ч Џ Ш |

## И
Александар Андрејевич Иванов (1806—1858), руски сликар
Добривоје Иванковић - Пики (рођен 1948), српски сликар
Катарина Ивановић (1811—1882), српска сликарка
Љубомир Ивановић (1882—1945), српски сликар
Оља Ивањицки (рођена 1931), српска сликарка
Адријен Изенбрант (1490?—1551), фламански сликар
Јозеф Израелс 1827—1911 холандски сликар
Јорг Имендорф (рођен 1945), немачки сликар
Ђироламо Индуно (1827—1890), италијански сликар
Драгутин Инкиостри Медењак (1866—1942), српски сликар
Џорџ Инес (1829—1894), амерички сликар
Дахлов Ипкар (рођ. 1917), амерички сликар
Алфред Ист (1849—1913), британски сликар
Јоханес Итен (1888—1967), швајцарски сликар
| Сликари: A Б В Г Д Ђ Е Ж З И Ј К Л Љ М Н Њ О П Р С Т Ћ У Ф Х Ц Ч Џ Ш |